# 马克·维瑟
马克·维瑟（英語：Mark Weiser，1952年7月23日—1999年4月27日）是施乐公司帕洛阿尔托研究中心的首席科学家，被公认为是普适计算之父。
维瑟出生于芝加哥，于密歇根州立大学研读通信科学专业，1977年获硕士学位，1979年获博士学位。并在馬里蘭大學學院市分校教了12年的计算机科学。
在维瑟从事了初期的多种计算机相关工作后，1987年维瑟加入帕洛阿尔托研究中心后不久，萌生了普适计算的概念，1996年成为计算机实验室的首席技术官，在这期间他发布了70多部技术出版物。